# Іноземна мова

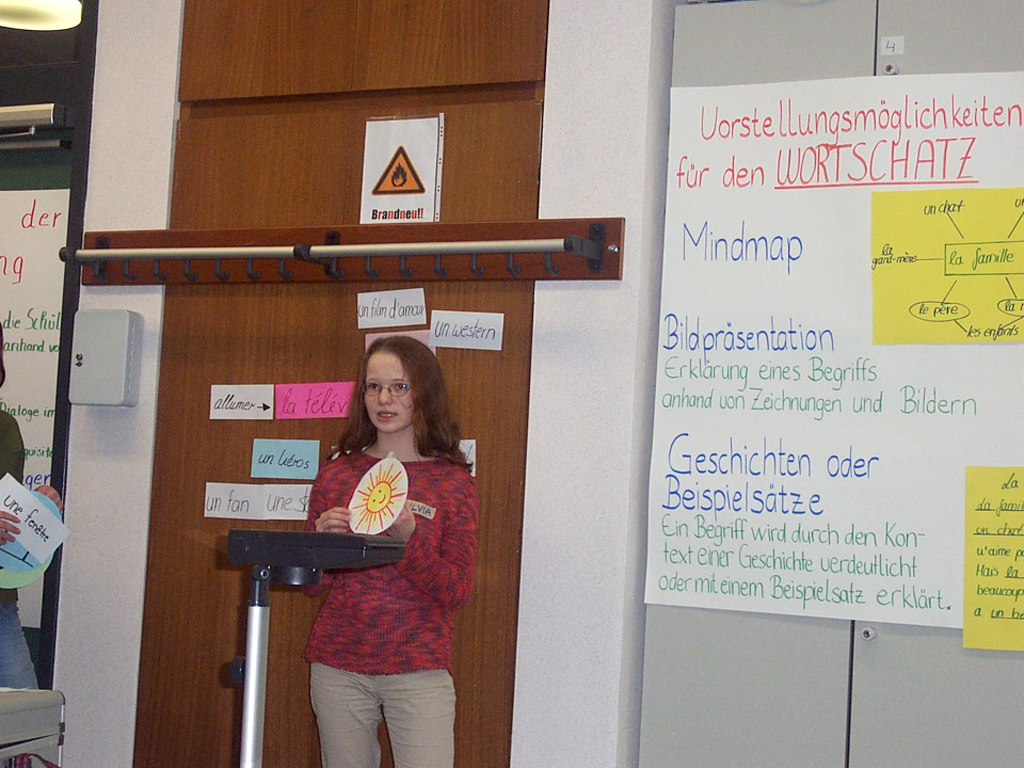
Німецька студентка, вивчає французьку мову. Англійська (вивчають 1,5 млрд), французька (82 млн) і китайська (30 млн) — три іноземних мови, що вивчаються найчастіше.

Іноземна мова — це мова, яку людина свідомо вивчає для можливої комунікації з іноземцями, а також долучення до світової літератури. Це також і мова, якою не розмовляють у країні походження особи, наприклад, носій англійської, який живе в Іспанії, може сказати, що іспанська мова — це іноземна мова для нього або неї. Цими двома характеристиками не вичерпуються можливі визначення, однак, і власне термін іноді використовується таким чином, що можливі його різночитання.
Деякі діти розмовляють більше, ніж однією мовою, від народження або з раннього віку: вони є двомовними або багатомовними. Ці діти мають кілька рідних мов. Так, дитина, яка вивчає англійську мову від свого англійського батька і ірландську в ірландській школі, може розмовляти англійською та ірландською, але жодна з них — не іноземна мова для неї. Це явище поширене, наприклад, в Індії, Південній Африці або Канаді через наявність у них кількох офіційних мов.
Загалом, вважається, що діти мають перевагу у вивченні іноземної мови, порівняно з дорослими. Однак, є дослідження, які показали, що дорослим легше вивчати іноземну мову, ніж дітям. Причиною є те, що дорослі вже мають знання про те, як влаштована граматика, і розвиненішу здатність запам'ятовування лексики.

## Навчання іноземної мови
У більшості шкіл по всьому світу навчають хоча б одної іноземної мови, також у більшості коледжів і вузів вимагають знання іноземних мов. До 1998 року майже всі учні в Європі вивчали хоча б одну іноземну мову в межах обов'язкової освіти, за винятком Ірландії, де в початковій і середній школі вивчають ірландську та англійську, але жодна не вважається іноземною мовою (хоча ірландські школярі вивчають третю європейську мову). В середньому по Європі, на початку навчання іноземної мови учні займаються три-чотири години на тиждень. Обов'язкові заняття з іноземної мови зазвичай починаються в кінці початкової школи або на початку середньої школи. В Люксембурзі, Норвегії та Мальті, однак, перша іноземна мова вивчається у віці до шести років, а у Фландрії — у віці 10 років. В Уельсі, всіх дітей навчають валлійської мови від першого року початкової школи. Валлійська мова також є обов'язковою до 16-річного віку, хоча формальна атестація не обов'язкова[джерело?].
У деяких країнах, для учнів проводяться уроки повністю іноземною мовою: наприклад, більше половини європейських країн з мовою меншини/регіональною мовою застосовують метод часткового занурення в мову, щоб навчати як мовою меншини, так і державною мовою. Цей метод також широко застосовується в Канаді, де англомовні студенти отримують більшість своїх уроків французькою мовою[джерело?].
Попри високий рівень викладання іноземних мов у школах, кількість дорослих, які стверджують, що вони можуть розмовляти іноземною мовою, як правило, нижчий, ніж можна було очікувати. Особливо це стосується носіїв англійської мови: 2004 року британське опитування показало, що лише один з 10 британських працівників може розмовляти іноземною мовою і менше 5 % можуть рахувати до 20 іноземною мовою. 2001 року Європейська комісія показала, що 65,9 % британців розмовляли тільки своєю рідною мовою[джерело?].
Стаття з The Atlantic стверджує, що тільки 1 відсоток дорослого американського населення вважають себе просунутими носіями іноземної мови. Це різко контрастує з багатьма іншими країнами, де цей відсоток значно вищий. Попри безліч переваг, які приходять з вивченням іноземної мови, школи Сполучених Штатів продовжують скорочувати години іноземної мови зі своїх бюджетів.